# Paul Wilhelm Anton Krüger
Paul Wilhelm Anton Krüger (Berlino, 1840 – Bonn, 1926) è stato un giurista tedesco.

## Biografia
Dapprima magistrato, conseguì il dottorato nel 1864 e fu assunto da Theodor Mommsen come collaboratore all'edizione critica del Digesto.
Krüger fu poi professore in svariate università tedesche, tra cui Bonn. Fu tra i più grandi studiosi della scienza romanistica tedesca.

## Edizioni critiche
- Fragmentur de iure fisci
- Istituzioni
- Codice
- Epitome Ulpiani
- Codice Teodosiano
- Sentenze

## Altre opere
- Geschilte der Quellen und Litteratur des römischen Rechts (1888)